# Jacaratia spinosa
Jacaratia spinosa là một loài thực vật có hoa trong họ Caricaceae. Loài này được (Aubl.) A.DC. mô tả khoa học đầu tiên năm 1864.